# Shaun Toub
Shaun Toub (tiếng Ba Tư: شان طوب, sinh ngày 6/4/1963) là nam diễn viên người Mỹ gốc Iran. Ông được biết đến với vai Yinsen trong phim Iron Man (2008).